# Коронел-Пилар
Коронел-Пилар (порт. Coronel Pilar) — муниципалитет в Бразилии, входит в штат Риу-Гранди-ду-Сул. Составная часть мезорегиона Северо-восток штата Риу-Гранди-ду-Сул. Входит в экономико-статистический микрорегион Кашиас-ду-Сул. Население составляет 2114 человека на 2006 год. Занимает площадь 105,379 км². Плотность населения — 20,1 чел./км².

## Статистика
- Валовой внутренний продукт на 2003 составляет 35.989.818,00 реалов (данные: Бразильский институт географии и статистики).
- Валовой внутренний продукт на душу населения на 2003 составляет 17.923,22 реалов (данные: Бразильский институт географии и статистики).